# O Encantador de Cavalos
O Encantador de Cavalos  (em inglês:  The Horse Whisperer) é um filme de Robert Redford de 1998 baseado no livro de Nicholas Evans de 1995 sobre um talentoso treinador de cavalos (Robert Redford) contratado para ajudar tanto uma adolescente que sofrera um grave acidente (Scarlett Johansson) como seu cavalo a se recuperarem.

## Sinopse
Uma adolescente (Scarlett Johansson) em companhia de uma amiga (Kate Bosworth) sofrem um acidente quando andavam a cavalo e são atropeladas por um caminhão, sendo que sua colega morre e ela perde uma perna. Seu cavalo fica também bastante ferido e querem sacrificá-lo, mas a mãe da jovem (Kristin Scott Thomas), a editora de uma conhecida revista, não autoriza que o matem e tenta trazer para Nova York um especialista em cavalos (Robert Redford) que se recusa a ir. Assim, a mulher deixa o marido (Sam Neill) em casa, põe a filha no carro, o cavalo em um trailer e viaja até Montana para conhecer este rancheiro, esperando que ele ajude a curar algumas feridas internas, tanto da sua filha quanto do animal. O processo de recuperação é lento, mas após algum tempo os resultados começam a aparecer e paralelamente a editora e o rancheiro se apaixonam.

## Elenco
- Robert Redford.... Tom Booker
- Kristin Scott Thomas.... Annie MacLean
- Sam Neill.... Robert MacLean
- Dianne Wiest.... Diane Booker
- Scarlett Johansson.... Grace MacLean
- Chris Cooper.... Frank Booker
- Cherry Jones.... Liz Hammond
- Kate Bosworth.... Judith
- Don Edwards.... Smokey
- Ty Hillman.... Joe Booker
- Jeanette Nolan.... Ellen Booker
- Steve Frye.... Hank
- Jessalyn Gilsig.... Lucy

## Premiações
Oscar
- Recebeu uma indicação, na categoria de Melhor Canção Original ("A soft place to fall").

Prêmios Globo de Ouro
- Recebeu 2 indicações, nas categorias de Melhor Filme - Drama e Melhor Diretor.